# Panhard 179
Il camion blindé Panhard 165 era un'autoblindo trasporto truppe francese sviluppata tra le due guerre mondiali ed impiegata dall'Armée d'Afrique in Marocco.

## Storia
Negli anni trenta, la guerra del Rif in Marocco richiese un vasto spiegamento di truppe francesi. Il conflitto fu l'occasione per sperimentare l'impiego combinato di colonne blindate e aviazione. L'Armée de terre richiese lo sviluppo di un veicolo trasporto truppe blindato per i TOE ("Théâtres d'Opérations Extérieurs", teatri d'operazione esteri), capace di trasportare rapidamente i fanti in testa alla colonna nel momento della presa di contatto con le evasive e altamente mobili truppe ribelli.
La Panhard iniziò nell'aprile 1932 lo sviluppo del mezzo e, per contenere i costi e semplificare la manutenzione, si basò sull'adattamento del proprio modello 175. Dalla competizione risultarono vincitori la Panhard con il suo CBP e la Berliet con la VUDB, entrambe prodotte per il servizio in limitate quantità. La produzione del CBP è stimata in 30 unità circa, mentre dai registri della Panhard risultano solo 12 veicoli realizzati, spiegando la differenza come probabili conversioni di blindo 175.
I mezzi furono assegnati al 1er Régiment étranger de cavalerie (REC), per essere poi trasferiti nel giugno 1940 al 1er Régiment de chasseurs d'Afrique (RAC).

## Tecnica
Il CBP condivideva tutti gli elementi meccanici con la 175. La parte posteriore della carrozzeria venne completamente ricostruita, con un vano di combattimento ampio abbastanza da accogliere mezza squadra di fanteria, ovvero sei uomini, che si aggiungevano all'equipaggio del mezzo costituito da conduttore e capomacchina. Il vano era costituito da piastre rivettate, con parafanghi tagliati nella parte inferiore e supporti per attrezzi e casse dietro ogni ruota. L'accesso al vano avveniva posteriormente, oltre che da due portelli laterali. I soldati sedevano schiena contro schiena su due panche longitudinali, al centro del vano. La camera di combattimento era chiusa superiormente da piastre inclinate con fori di ventilazione. Un portello nella parte anteriore di questa struttura serviva per la mitragliatrice; feritoie laterali e posteriori consentivano alla squadra di fanteria l'osservazione del campo di battaglia e il tiro. Nel vano di guida, conduttore e capomacchina disponevano di due piccoli pannelli anteriori che potevano essere sollevati per una migliore visibilità; il pannello di destra era dotato di feritoia per la guida a pannelli chiusi; lateralmente disponevano inoltre di finestre blindate addizionali.
L'unica arma di bordo era una mitragliatrice MAC 24/29 calibro 7,5 mm sparava da una feritoia sulla parte anteriore destra della sovrastruttura, che ne riduceva il brandeggio. Essa era operata da un mitragliere che stava in piedi nel vano di combattimento.
La blindatura frontale dello scafo raggiungeva i 9 mm di spessore, che si riducevano a 7 mm lateralmente, superiormente al vano di guida e posteriormente. La corazzatura della sovrastruttura era spessa 5 mm, così come le piastre del tetto. Il fondo dello scafo era spesso 4 mm.
Il telaio e le componenti meccaniche erano mutuate dalla Panhard 175, così come il motore SK quadricilindrico a benzina, erogante 90 hp. Le capacità fuoristrada erano limitate, ma sufficienti nelle condizioni dell'Africa Settentrionale. La distanza dal terreno era di 31 cm, la capacità di guado 0,6 m e quella di superamento di una trincea di 0,7 m, di un gradino di 0,3 m e di una pendenza di 40°.

## Varianti
Almeno due esemplari vennero allestiti come CBP TSF ("Télégraphe Sans File"). I veicoli erano dotati di radio ER 26, un apparato a grande portata (100 km), pesante 100 kg e funzionante in grafia. Ad orari predefiniti i veicoli si dovevano arrestare per sollevare, tramite una manovella, l'albero telescopico con l'antenna.